# Бискупија Румбек
Бискупија Румбек (лат. Dioecesis Rumbekensis) је једна од шест бискупија римокатоличке цркве на територији Јужног Судана, под управом надбискупије у Џуби. Захвата површину од 58.003 км², а њено седиште је у граду Румбеку. Има око 89.000 верника и седамдесет и три верских објекта на својој територији. Поглавар је био бискуп Ћезаре Мацолари до своје смрти у јулу 2011. године.

## Историја
Трећег јула 1955. успостављен је апостолски викаријат Румбек, настао издвајањем из апостолскик викаријата Бахр ел Џабал и Бахр ел Газал и апостолске префектуре Мупој. Данашњи статус добила је 12. децембра 1974.

## Досадашњи поглавари
- Иренијус Вин Дуд (1955–1960)
- Габријел Дватука Ваги (1976–1982)
- Ћезаре Мацолари (1998–2011)